# الحسين بن عبد الله الثاني
الحسين بن عبد الله الثاني بن الحسين (28 يونيو 1994 / 19 محرم 1415 هـ -)، ولي عهد المملكة الأردنية الهاشمية منذ 2 يوليو عام 2009، وهو (بحسب خط الخلافة على العرش الأردني) الوريث الواضح لعرش المملكة الأردنية الهاشمية بعد أبيه الملك عبد الله الثاني. الأمير الحسين هو أحد أفراد العائلة الهاشمية التي تحكم الأردن منذ عام 1921 والتي تعود في نسبها إلى الحسن بن علي بن أبي طالب حفيد النبي محمد من إبنته فاطمة الزهراء.
ولد الأمير الحسين في العاصمة الأردنية عمان ليكون الإبن البكر لوالده الأمير عبد الله آنذلك والأميرة رانيا، تلقى تعليمه الإبتدائي والثانوي في الأردن، ثم التحق بجامعة جورج تاون في الولايات المتحدة الأمريكية ليكمل دراسته الجامعية وتخرج منها بعد أن نال درجة البكالوريوس في تخصص التاريخ الدولي. درس الأمير الحسين أيضًا في أكاديمية ساندهيرست العسكرية الملكية في بريطانيا وهي نفس الأكاديمية التي درس فيها والده وجده.
في 7 من شباط عام 1999 توفي الملك الحسين، فخلفه في الحكم إبنه الأكبر الأمير -آنذاك- عبد الله بن الحسين الذي اعتلى العرش باسم الملك عبد الله الثاني بن الحسين. عين الملك عبد الله أخاه غير الشقيق الأمير حمزة وليا للعهد، وبعد أربع سنوات (عام 2004) عزله عن ولاية العهد، وظل المنصب خاليًا لمدة 5 سنوات حتى صدرت الإرادة الملكية عام 2009 بتسمية الأمير الحسين بن عبد الله الثاني ولياً للعهد وهو المنصب الذي ما يزال يشغله حتى اليوم.
ومنذ توليه ولاية العهد حرص الأمير الحسين كما الهاشميون على الحفاظ على الثوابت الوطنية، وترجمة رؤى والده الملك عبد الله في تمكين الشباب. تولّى الأمير الحسين مسؤوليات كثيرة في بعض الأحيان بكونه وصيًا على عرش المملكة، كما رافق والده في عدد من الزيارات الدولية والمحلية. وفي عام 2015 م، أي عند بلوغه عامه العشرين، أصبح الأمير الحسين أصغر شخص يرأس جلسة لمجلس الأمن الدولي، وظهر ظهوراً عالمياً عندما ألقى خطابا موجها للجمعية العامة للأمم المتحدة في سبتمبر من ذلك العام تحدث فيه عن التطرف والإرهاب وكيفية حماية الشباب من الجماعات الإرهابية المتطرفة.
كما برز اهتمام الأمير حسين بالشباب والأطفال والرياضة وأطلق عدداً من المبادرات كمبادرة (حقق) التي تُعنى بتحفيز الشباب والشابات فكرياً وتعزيز مهاراتهم المختلفة، ومبادرة (قصي) التي تعكس اهتمام الأمير الحسين بالرياضيين الشباب إلى جانب تأهيل المسعفين والمعالجين الطبيعيين، ومبادرة (سمع بلا حدود) التي تعنى بالأطفال فاقدي السمع وممن يعانون من ضعف السمع لزراعة القواقع السمعية للأطفال من مختلف محافظات المملكة. وفي العام 2015، أسست مؤسسة ولي العهد، لتكون المظلة القانونية لمختلف هذه المبادرات، ولتساعد الشباب على تعزيز مفهوم الابتكار وتأهلهم لتبوء مواقع قيادية في المنظومة العملية في الأردن.
في 1 يونيو 2023 عقد الأمير الحسين قرانه على الأميرة رجوة الحسين ابنة رجل الأعمال السعودي خالد آل سيف في حفل تميز بالبساطة وبالحرص على تضمين العادات والتقاليد الأردنية والإسلامية. وفي 3 أغسطس 2024 أعلن الديوان الملكي الهاشمي أن الأمير الحسين والأميرة رجوة قد رزقا بمولودة أسمياها الأميرة إيمان. يذكر أن الأمير حسين يمارس عددًا من الرياضات والهوايات كالمطالعة والشطرنج والقفز المظلي وكرة القدم والغوص والمغامرة والرماية وركوب الدراجات، كما يحظى بعدد كبير من المتابعين على مواقع التواصل الاجتماعي التي يعتبرها جسوراً تزيد تقاربه مع الناس وينشر على الحساب صورا لأنشطته وممارسته للرياضة وتدريباته العسكرية وزياراته الخارجية بالإضافة إلى صور مع أفراد عائلته.

## حياته

### طفولته وتعليمه
ولد الأمير الحسين في مدينة الحسين الطبية في عمان في 19 محرم سنة 1415 هجرية الموافق 28 يوليو 1994 لوالده ولي العهد آنذلك الأمير عبد الله والأميرة رانيا (الملك عبد الله والملكة رانيا لاحقًا) وكان الإبن البكر للعائلة. له شقيق واحد هو الأمير هاشم وشقيقتان هما الأميرة إيمان والأميرة سلمى.
أنهى الحسين تعليمه الابتدائي في مدرسة الشويفات الدولية وأكاديمية عمان الدولية، وأكمل تعليمه الثانوي في مدرسة كينغز أكاديمي في مادبا في الأردن وتخرج فيها عام 2012، التحق الأمير الحسين بجامعة جورج تاون في الولايات المتحدة الأمريكية وتخرج منها عام 2016 يحمل درجة البكالوريوس في التاريخ الدولي. درس الأمير الحسين أيضا في أكاديمية ساندهيرست العسكرية الملكية في بريطانيا وتخرج منها عام 2017. وهو يحمل رتبة نقيب في القوات المسلحة الأردنية -الجيش العربي منذ نوفمبر 2021.

### الخدمة العسكرية

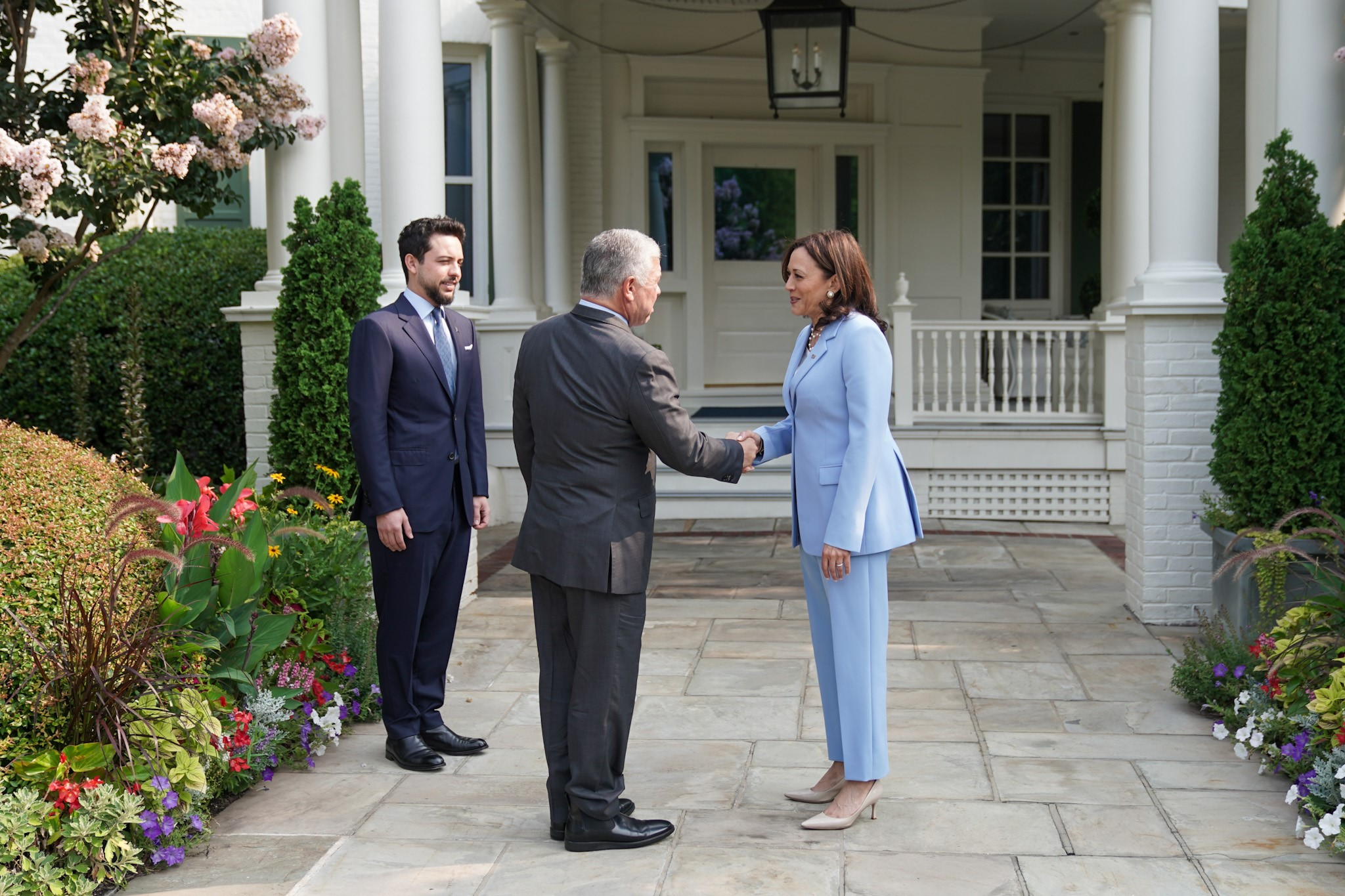
الملك عبد الله يلتقي بكامالا هاريس نائبة الرئيس الأمريكي بحضور الأمير الحسين. (2021).

تخرج الأمير الحسين من الأكاديمية العسكرية الملكية ساندهيرست في بريطانيا وأنهى متطلبات التخرج في 11 أغسطس 2017، وهي نفس الأكاديمية التي تخرج منها والده الملك عبد الله الثاني، وجده الراحل الملك الحسين بن طلال. شارك إلى جانب أفراد القوات المسلحة الأردنية في العديد من الدورات التدريبية العسكرية والمتخصصة الميدانية وفي القفز المظلي والعمليات الخاصة والقوّات البحريّة، وتدرب على مختلف صنوف المهارات والعمليات القتالية. حصل على دورة قيادة الزوارق ودورة الغطس التعبوي في القوة البحرية الملكية الأردنية وشارك مجموعة الزوارق المقاتلة في الواجبات والدوريات والتمارين عام 2019. وشارك أيضا في تمارين القفز المظلي في الولايات المتحدة الأمريكية. كما شارك إلى جانب أفراد القوات المسلحة الأردنية في العديد من الدورات التدريبية العسكرية والمتخصصة الميدانية.
شارك الأمير الحسين بن عبد الله الثاني بعدّة دورات عسكرية داخل وخارج الأردن منها: دورتي مكافحة الإرهاب- النمسا، وبرنامج تدريب المهارات الأساسية لمكافحة الإرهاب - الكتيبة الخاصة / 71 العمليات الخاصة المشتركة، ودورة مكافحة الإرهاب الخاصة 2014، ودورة المظليين - القيادة البحرية الخاصة الولايات المتحدة، ودورة المظليين - مدرسة الأمير هاشم بن الحسين للعمليات الخاصة، ودورة مكافحة الإرهاب - الدرك الوطني الفرنسي، ودورة تدريب الطيران العامودي على طائرة البلاك هوك - السرب الملكي، وشهادة solo flight - السرب الملكي، ودورة مكافحة الإرهاب المائي - الوحدة الخاصة /71، ودورة الغطس الخاصة - القوة البحرية، ودورة قيادة الزوارق الخاصة - القوة البحرية، ودورة الطيران التعريفي على طائرة البلاك هوك DAP - الإمارات العربية المتحدة.
في 23 تشرين ثاني 2018 صدرت الإرادة الملكية بترفيعه إلى رتبة ملازم أول، وفي 11 تشرين ثاني 2021 صدرت الإرادة الملكية بترفيعه إلى رتبه نقيب. يخدم الأمير الحسين حاليًا في كتيبة المدرعات الثانية الملكية، وكان قد خدم سابقا في كتيبة الأمير الحسين بن عبد الله الثاني الآلية/1 الملكية التابعة للمنطقة العسكرية الوسطى.وفي 6 حزيران 2024 صدرت الإرادة الملكية بترفيعه إلى رتبة رائد.

## ولاية العهد
قبل وفاة الملك الحسين بن طلال بفترة قصيرة تم تعيين الملك عبد الله الثاني وليا للعهد عام 1998، وبعد وفاة الملك الحسين في 7 فبراير 1999، وتنصيب الملك عبد الله الثاني ملكا، صدر قرار بتعيين الأمير حمزة وليا للعهد، بعدها قام الملك عبد الله الثاني بعزل أخيه الأمير حمزة بن الحسين عن ولاية العهد عام 2004. وطوال فترة خلو المنصب اعتبر أنه طالما لم يقم بتعيين ولي للعهد فإنه وكما ينص الدستور الأردني أن الابن الأكبر للملك يكون وليًا لعهده، لذلك فإنه اعتبر بمثابة وليًا للعهد إلى أن أصدر الملك عبد الله الثاني الإرادة الملكية في التاسع من شهر رجب سنة 1430 هجرية، الموافق للثاني من شهر تموز عام 2009 ميلادية، بتسمية الأمير الحسين بن عبد الله الثاني ولياً للعهد، وعين الحسين نائبا له عدة مرات.

يذكر الملك عبد الله الثاني في كتابه فرصتنا الأخيرة: السعي نحو السلام في زمن الخطر عن تسمية الأمير حسين وليا للعهد:
في العام 2009 سميت ابني البكر، حسين، وليا لعهد المملكة الأردنية الهاشمية بموجب الدستور الذي ينص على أنه "تنتقل ولاية الملك من صاحب العرش إلى أكبر أبنائه سناً.
لم يكن هذا القرار سهلاً، فأنا كنت أفضل أن ينعم الحسين في صباه وشبابه، كما نعمت أنا، بحياة حرة من الضغوط التي يفرضها موقع ولي العهد. لكن في النهاية رأيت من الأفضل للبلاد، وكذلك لابني، أن يكون واضحاً للجميع كيف يبدو لي مستقبل المملكة الأردنية الهاشمية.

حسين اليوم في السادسة عشرة من عمره (أي في عام إصدار الكتاب 2011)، وأملي الأكبر هو أنه حين تقضي مشيئة الله أن يستلم مسؤولياته، لن يجد نفسه في مواجهة الصراع ذاته الذي قضى فيه جد جده. 

## المهام والواجبات الرسمية
إن دور ولي العهد احتفالي وشعبوي غالبا بموجب الدستور الأردني، ولا يرتبط الاسم بأي منصب سياسي. قام الأمير حسين بأول خطوة رسمية له في يونيو 2010، عندما مثّل والده في احتفالات ذكرى الثورة العربية الكبرى ويوم القوات المسلحة. يحرص الأمير الحسين على مرافقة الملك عبد الله في زياراته وجولاته التفقدية لمختلف محافظات المملكة، كما يرافقه في عدد من النشاطات الرسمية والعسكرية محلياً ودولياً. كما يقوم ولي العهد بالعديد من الزيارات التواصلية في كافة محافظات المملكة الأردنية الهاشمية، بالإضافة إلى زيارات عمل رسمية إلى دول عربية وأجنبية، ويحرص على دعم الشباب، ويركز على تطوير قطاع تكنولوجيا المعلومات، وقطاع السياحة والعديد من القطاعات الحيوية.
عمل عدة مرات وصيّاً خلال غياب الملك عبد الله الثاني خارج البلاد. شارك عام 2013 في دورة تدريبية مع أعضاء من كتيبة مكافحة الإرهاب 71 من كتيبة القوات الخاصة الأردنية. في 14 يوليو 2014 زار الأمير حسين مدينة الحسين الطبية في عمان حيث كان بعض الجرحى الفلسطينيين الذين فروا من غزة يتلقون العلاج الطبي.

### خطاب مجلس الأمن

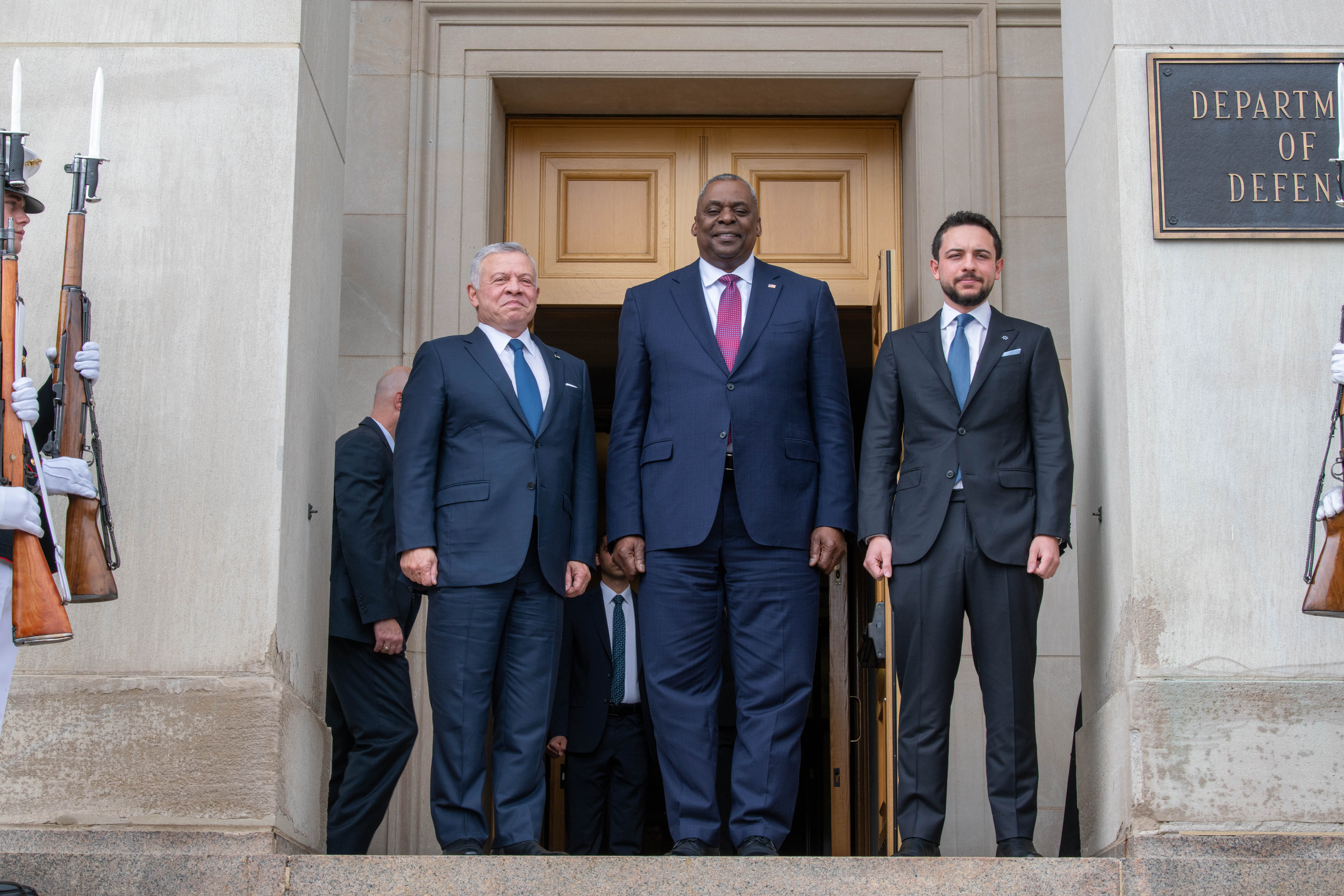
الأمير الحسين ووالده الملك عبد الله الثاني في اجتماع مع وزير الدفاع الأمريكي لويد أوستن في البنتاغون (مايو 2022).

في 22 أيلول 2017،  أصبح الأمير حسين البالغ من العمر 20 عامًا أصغر شخص على الإطلاق يرأس جلسة لمجلس الأمن الدولي التابع لمنظمة الأمم المتحدة. وأثناء الاجتماع أشرف الأمير على نقاش حول أساليب منع الشباب من الانضمام إلى الجماعات المتطرفة. وقال بان كي مون الأمين العام للأمم المتحدة آنذاك إن الأمير حسين «لم يبلغ بعد 21 عامًا، ولكنه بالفعل زعيم في القرن الحادي والعشرين». اعتمد مجلس الأمن بالإجماع القرار 2250 والذي كان تحت عنوان «صون السلام والأمن الدوليين»؛ تم تقديم القرار بمبادرة من الأردن خلال الجلسة التي ترأّسها الأمير الحسين.

ومما قاله الأمير الحسين في الخطاب:
فاسمحوا لي هنا أن أحاول، بالنيابة عن جيلي، أن أتلمس شيئاً من الوضوح وسط ضبابية المشهد، وأن أطرح عدداً من الأسئلة الأساسية بعيداً عن الكياسة السياسية، التي أعلم أنني سأكتسبها مع مرور الوقت. سأتخذ من بلدي الأردن نموذجاً لمناقشة هذه الأفكار والأسئلة، فأنا أؤمن أن وضع الأردن يجسد كل ما يحدث في عالمنا اليوم من صواب ومن خطأ في ذات الوقت.

لقد واجه الأردن عبر التاريخ الصدمات الخارجية الواحدة تلو الأخرى، إلا أن العقدين الأخيرين كانا في غاية الصعوبة؛ فالعديد من الصراعات تحيط بنا حاليا من عدة جهات... وقد تركت كل هذه الأحداث أثراً عميقاً وملموساً... إن الظروف الصعبة لم تمنع الأردن من أن يستمر في المساهمة الإيجابية لتحقيق الخير للعالم أجمع... كما أننا مستمرون بكل عزيمة بالنهوض بواجب الوصاية الهاشمية على المقدسات الإسلامية والمسيحية في القدس الشريف... كما أن عزيمتنا لم تنثني في الحرب الدولية ضد الإرهاب وفي حرصنا على نشر القيم الحقيقية للإسلام الحنيف. لقد ساهمت قوات حفظ السلام الأردنية في حماية المدنيين الأبرياء في هاييتي، ودارفور، ووصولاً إلى تيمور الشرقية.

### خطاب منتدى دافوس

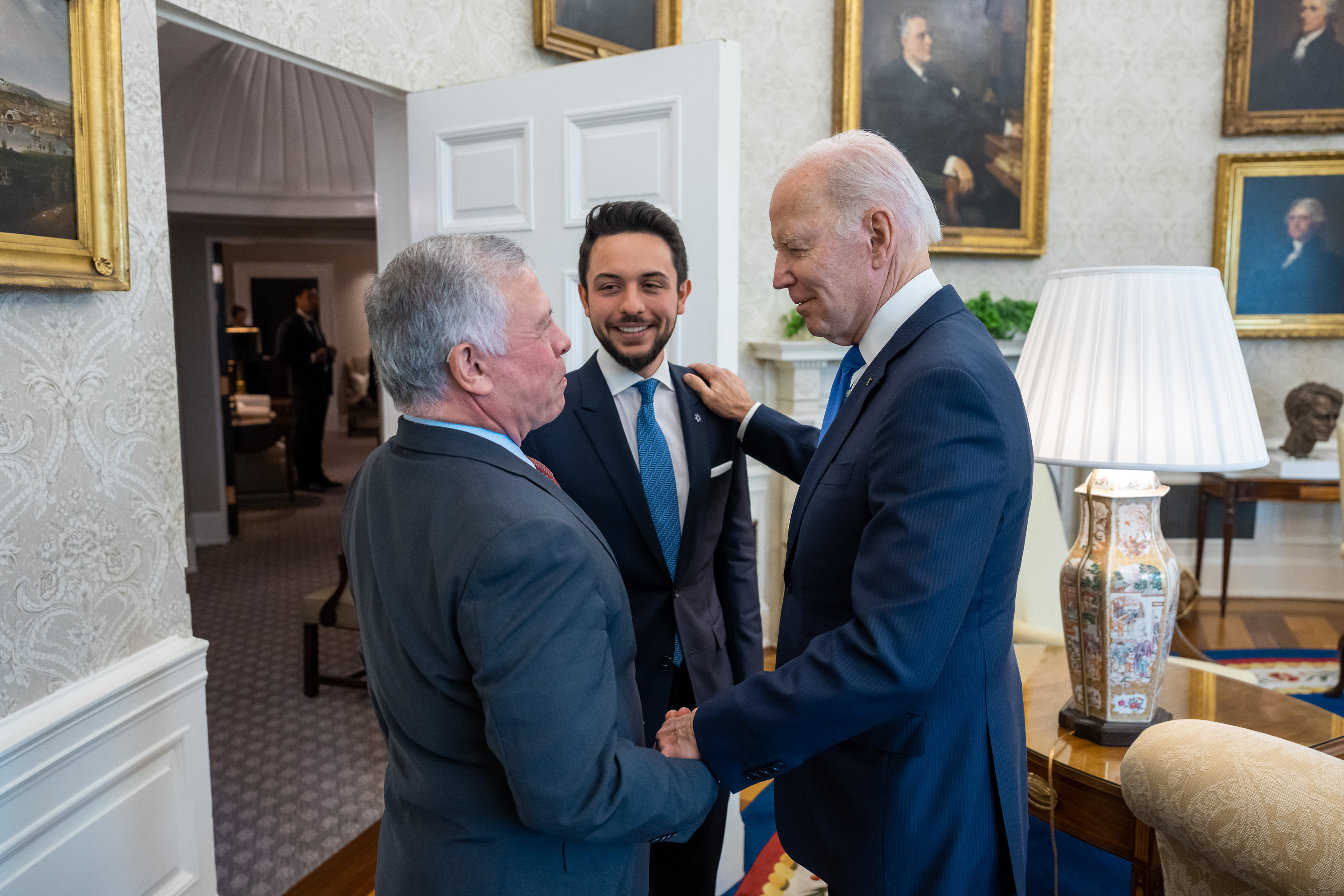
الرئيس الأمريكي جو بايدن يستقبل الملك عبد الله الثاني وولي العهد الأمير الحسين في المكتب البيضاوي بالبيت الأبيض. (فبراير 2023).

في مايو 2017، ألقى حسين الخطاب الترحيبي خلال جلسة المنتدى الاقتصادي العالمي دافوس التي عقدت على الشواطئ الأردنية في البحر الميت. في سبتمبر 2017، وبعد تخرجه من كلية ساندهيرست تكهن المراقبون بأن ولي العهد سيبدأ في لعب دور أكثر أهمية في الأردن والخارج. ومما قاله الأمير في خطابه:
يأتي محور نقاشات المنتدى هذا العام حول مفهوم التحول وتمكين الأجيال نحو المستقبل في الوقت المناسب... بالنسبة للشباب هنا وفي كل مكان، والذين يشكلون الأغلبية في منطقتنا، فنحن ولدنا في عالم يتسم بالتحول المتسارع، حيث الابتكار المستمر هو جزء أساسي من حياتنا. فقد نشأنا على وقع التكنولوجيا والتطبيقات وأساليب جديدة للتواصل والتعلم والعمل. إن التغيير المستمر بات، في الواقع، النمط الثابت الذي نعيشه... أن شباب منطقتنا لا يكتفون فقط بتبني التكنولوجيا وتطويعها. فهم أكثر من مجرد مستهلكين؛ إذ ستجدون في منطقتنا، وبكل فخر خاصة في الأردن، شباباً وشاباتٍ يقودون الابتكار والتغيير... مع انطلاقة الثورة الصناعية الرابعة فإن أبناء وبنات جيلي يلمسون أثرها العميق في حاضرهم ومستقبلهم.
كما شارك الأمير حسين في عدد كبير من المؤتمرات الدولية والمحلية والعربية، وكان له العديد من الخطابات والتي منها:
- 24 تموز 2014: خطاب الأمير الحسين خلال حفل اطلاق مبادرة تطوع
- 21 كانون أول 2014: خطاب الأمير الحسين خلال حفل اطلاق مبادرة سمع بلا حدود
- 23 ايار 2015: خطاب الأمير الحسين خلال جلسة مجلس الأمن الدولي
- 21 آب 2015: خطاب الأمير الحسين في افتتاح المنتدى العالمي للشباب والسلام والأمن[23]
- 20 ايار 2017: خطاب الأمير الحسين الجلسة الافتتاحية المنتدى الاقتصادي العالمي حول الشرق الأوسط وشمال إفريقيا.[25]
- 22 أيلول 2017: الأمير الحسين يلقي كلمة الأردن أمام الجمعية العامة للأمم المتحدة
- 2 تموز 2017: الأمير الحسين يزور جامعة الحسين بن طلال في معان ويلقي كلمة أمام طلبتها
- 20 حزيرن 2019: الأمير الحسين يرعى تخريج طلبة برامج الدراسات العليا في جامعة اليرموك
- 2 شباط 2020: كلمة الأمير الحسين في الجلسة الافتتاحية في مؤتمر تيك وادي السنوي 2020 في السيليكون فالي في مدينة سان فرانسيسكو
- 5 ايلول 2020: كلمة الأمير الحسين في أعمال الدورة الثالثة لمؤتمر القمة العالمية للصناعة والتصنيع 2020، التي عقدت عبر تقنية الاتصال المرئي[26]
- 2 نوفمبر 2022: خطاب الأمير الحسين في القمة العربية في الجزائر.[27][28]

## المبادرات والنشاطات

### الاهتمام بالشباب

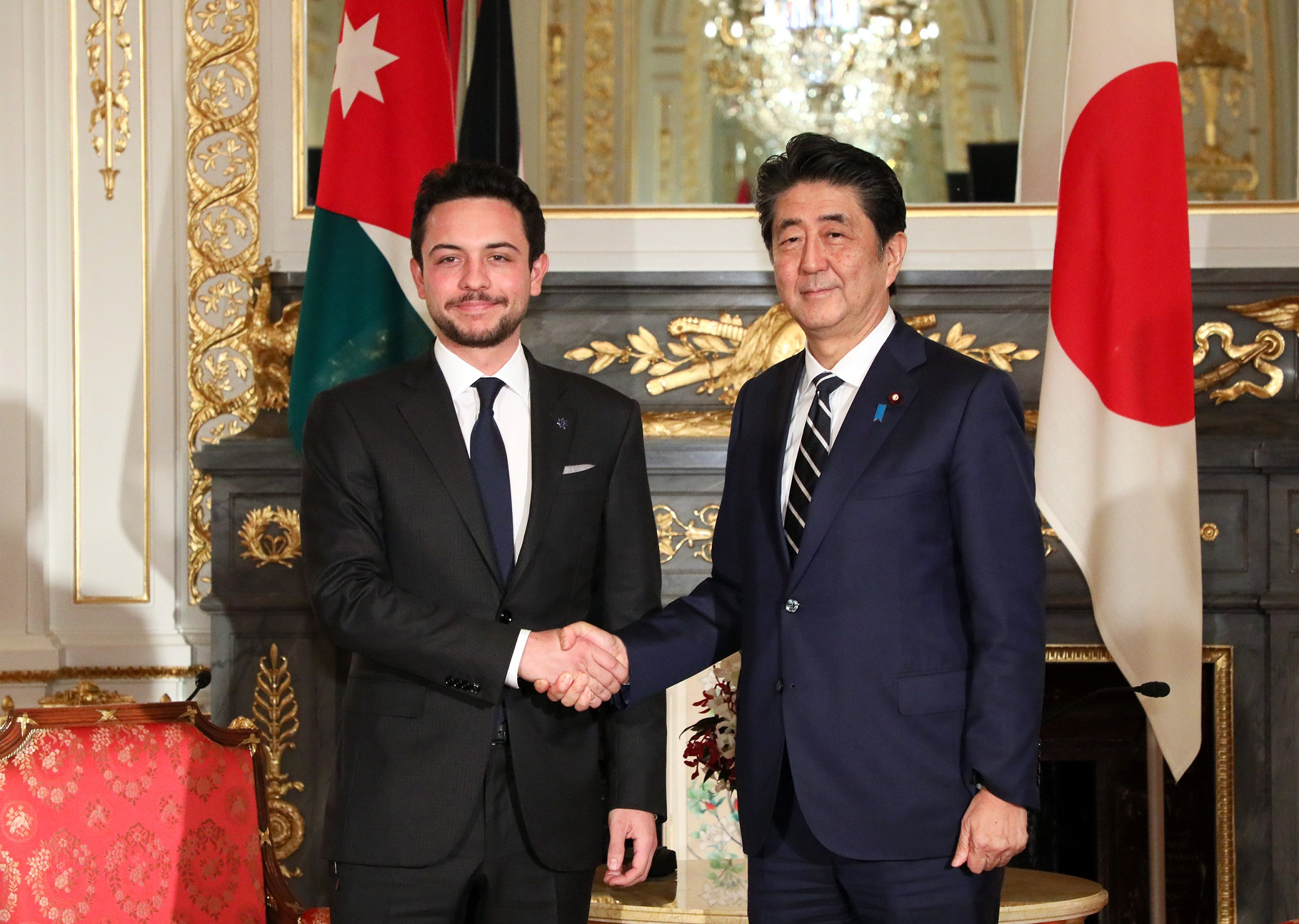
الأمير الحسين بن عبد الله يلتقي رئيس الوزراء الياباني شينزو آبي في قصر أكاساكا في اليابان (2019).

يؤمن الأمير حسين بالشباب وبضرورة تمكينهم وتأهيلهم للمستقبل ليقوموا بأدوار ريادية في مختلف المجالات وفي كافة العلوم، فهو الراعي لفعاليات المنتدى العالمي الأول للشباب والسلام والأمن في 2015 في الأردن، ويؤمن بدور الشباب في مكافحة التطرف العنيف وتعزيز السلام، وتحفيزهم نحو الابتكار والريادة وتوجيههم للعمل التقني والمهني والمشاركة في خدمة وتطوّر المجتمع، وأهمية التعليم المبنيّ على العلوم والتكنولوجيا والهندسة والرياضيات وجذب اهتمام طلبة المدارس والجامعات العلمية والعملية المطلوبة في سوق العمل المحليّ والإقليمي والدولي. ويقوم ولي العهد بلقائات مستمر مع الرياديين الأردنيين الشباب، وممثلي المؤسسات الداعمة للأعمال الريادية، التي تسهم في التصدي لمشكلتي الفقر والبطالة، وتوفير فرص العمل للأردنيين.

### مؤسسة ولي العهد
تأسست مؤسسة ولي العهد عام 2015 ، وانبثقت مبادراتها في جميع محافظات الأردن لتجسّد على أرض الواقع إيمان الأمير حسين بأن الشباب الأردني لديهم القدرة تحقيق أعظم الإنجازات إذا تم تسليحهم بالمهارات والوسائل اللازمة لتأدية دورهم في العملية التنمويّة كمواطنين فاعلين. وتهدف المؤسسة إلى المساهمة في أعمال التنمية والبر وتطوير العمل الخيري والاجتماعي والتطوعي وتوفير الدعم اللازم للشباب من خلال، المساهمة في التنمية الشاملة في مختلف محافظات المملكة بما في ذلك تقديم الدعم المباشر للمجتمعات المحلية، وإقامة المشاريع والأنشطة العلمية والثقافية والرياضية والتعليمية والاجتماعية والمهنية والصحية والريادية وغيرها بهدف تنمية مواهب الشباب وتحسين مستوى معيشتهم، أيضا التعاون مع الأفراد والجمعيات والمؤسسات والشركات العاملة في المملكة في أنشطتها التي لها علاقة بأهداف المؤسسة. والمشاركة في تأسيس الجمعيات والشركات غير الربحية أو المساهمة أو المشاركة فيها وفقاً للتشريعات النافذة.
تشرف مؤسسة ولي العهد على عدة مبادرات وطنية وانسانية وجامعة الحسين التقنية، أنشأت المؤسسة مبادرة حقق التي تهدف إلى تشجيع الشباب على العمل التطوعي. وأنشأت برنامج ناسا للتدريب الداخلي؛ ومبادرة مسار لتشجيع الابتكار في مجال تكنولوجيا الفضاء؛ ومبادرة سمع بلا حدود التي تمول غرسات القوقعة الصناعية للأردنيين ضعاف السمع. بدأ المتدربون من برنامج ناسا في بناء مكعبات (قمر صناعي صغير) اسمه JY1 ، وهو أول قمر صناعي أردني. تم تسمية مشروع المكعبات باسم النداء الإذاعي للهواة الراحل للملك الحسين. كما تعد منصة نوى ومنصة نحن الذراع التطوعي لمؤسسة ولي العهد تهدفان لمضاعفة العمل الخيري وتنمية حس المسؤولية المجتمعية، أسست لرفع الوعي حول القضايا الإجتماعية والتنموية الهامة التي تساهم في بناء مستقبل مشرق، طموحنا في نوى أن نرفع سوية العمل الخيري في المملكة. كما تم إطلاق مبادرة ض والتي تهدف إلى خلق نموذج فريد للشباب المؤمن بلغته، والساعي لإبراز هويته، كما تهدف إلى إدراج اللغة العربية ضمن تطبيقات الثورة الصناعية الرابعة، التي تستند إلى الثورة الرقمية وما يندرج تحتها من مجالات، مثل: الذكاء الاصطناعي، والروبوتات، وإنترنت الأشياء.

### برنامج رفاق السلاح
عام 2021 أشرف ولي العهد على على إعداد برنامج رفاق السلاح لدعم المتقاعدين العسكريين والذي يتكون من خمسة محاور البرنامج، جرى وضعها بناء على التوجيهات الملكية لدعم المتقاعدين العسكريين والمحاربين القدامى، من خلال لجنة شُكلت لهذا البرنامج مكونة من من رئيس الديوان الملكي الهاشمي، ومستشارة الملك للسياسات، ومحافظ البنك المركزي، ومديرا المخابرات العامة والأمن العام. تم الإعلان عن برنامج رفاق اسلام في يوم الوفاء للمتقاعدين العسكريين والمحاربين القدامى، الذي يصادف 15 فبراير - شباط من كل عام ويشمل برنامج خمسة محاور  تشمل ثلاثة محاور مادية، ومحورين معنويين، تتمثل في تسريع دور قروض الإسكان العسكري والاستفادة من الخدمات المصرفية التي يقدمها صندوق الائتمان العسكري وبرنامج المنافع والخصومات ضمن شبكة واسعة من التجار والموردين وإيجاد مسارات خاصة للمتقاعدين في مختلف الدوائر والمؤسسات الحكومية، إضافة إلى الدورات التوجيهية والتدريبية لضباط الصف قبل التقاعد.

### جائزةُ العملِ التطوعيِ
أطلقَ الأميرِ الحسين بنْ عبدِ الله الثاني جائزةُ الحسين بن عبدِ الله الثاني للعملِ التطوعيِ في 5 ديسمبر 2021، احتفالاً باليومِ العالميِ للمتطوعينَ، بهدف تعزيزِ ثقافةِ العملِ التطوعيِ وتحفيزِ جهودِ الأفرادِ والمؤسساتِ التطوعيةِ وتفعيلِ المسؤوليةِ المجتمعيةِ لدى المؤسساتِ، وتقدير جهود الأفراد والمؤسساتِ القائمةِ على الأعمالِ التطوعيةِ المتميزة وذات الأثرِ الإيجابي في عمليةِ التنمية المستدامة. جاءَ الجائزةِ بمحاورهِ الثلاثة ومعاييره الرئيسية؛ ليرسخَ ثقافة العملِ التطوعي المجتمعي منْ خلالِ نشرِ متطلباتِ التميزِ الخاصةِ بتقديمِ المبادراتِ التطوعيةِ ومشاريع العمل التطوعي الفردي والجماعي والمؤسسي على حدٍ سواء.

## علم ولي العهد

علم ولي العهد الأمير حسين.

يكون علم ولي العهد على شكل حزم من الأشعة باللون الأسود والأبيض والأخضر والأحمر ترتبط بها نجمة سباعية تلتف حول التاج الفضي. وألوان العلم ذو دلالات قومية كما هو العلم الأردني، إذ يمثل كل لون فيها خلافة إسلامية؛ فالحزمة السوداء تمثل العباسيين والبيضاء الأمويين والخضراء الفاطميين، فيما يحمل اللون الأخضر يرتبط تقليديا بالإسلام والمسلمين. والحزمة الحمراء التي تمثل سلالة الهاشميين والثورة العربية الكبرى، وتمثل النجمة السباعية آيات سورة الفاتحة السبعة وتعبر عن وحدة الشعوب العربية. وأما التاج الفضي فيرمز إلى النظام الملكي ويمثل ولي العهد، وهو يقع في وسط النجمة ليعبر عن توسط الأمير حسين جميع مكونات وأطياف أبناء الشعب الأردني.
وفي 25 مايو 2023 صدرت إرادة ملكية بتحديد شكل ومقاييس ومواصفات العلم الخاص بولي العهد، ووفقًا للمادة 3 و 4 من المرسوم، فإن علم ولي العهد هو العلم الشخصي للأمير حسين ولا يرفع على مكان إلا إذا كان موجودًا فيه أو مقيما فيه، ويرفع على مقر إقامته والديوان الملكي الهاشمي ووسائط النقل الخاصة به وفي المخيم أو المعسكر الملكي الخاص به.

## حياته الخاصة

### نسبه وعائلته
يعود نسب الحسين بن عبد الله الثاني إلى بني هاشم؛ فهو من أسباط النبي محمد من ابنته فاطمة الزهراء وابن عمه علي بن أبي طالب من ابنهما الحسن بن علي. وهو من الجيل الثاني والأربعين من نسل فاطمة الزهراء؛ فنسبه هو الحسين بن عبد الله بن الحسين بن طلال بن عبد الله بن الحسين بن علي بن محمد بن عبد المعين بن عون بن محسن بن عبد الله بن الحسين بن عبد الله بن الحسن بن محمد أبو نمي الثاني بن بركات بن محمد بن بركات بن الحسن بن عجلان بن رميثة بن محمد أبو نمي الأول بن الحسن بن علي الأكبر بن قتادة بن إدريس بن مطاعن بن عبد الكريم بن عيسى بن الحسين بن سليمان بن علي بن عبد الله بن محمد الثائر بن موسى الثاني بن عبد الله الرضى بن موسى الجون بن عبد الله المحض بن الحسن المثنى بن الحسن السبط بن علي بن أبي طالب الهاشمي القرشي.

### زواجه

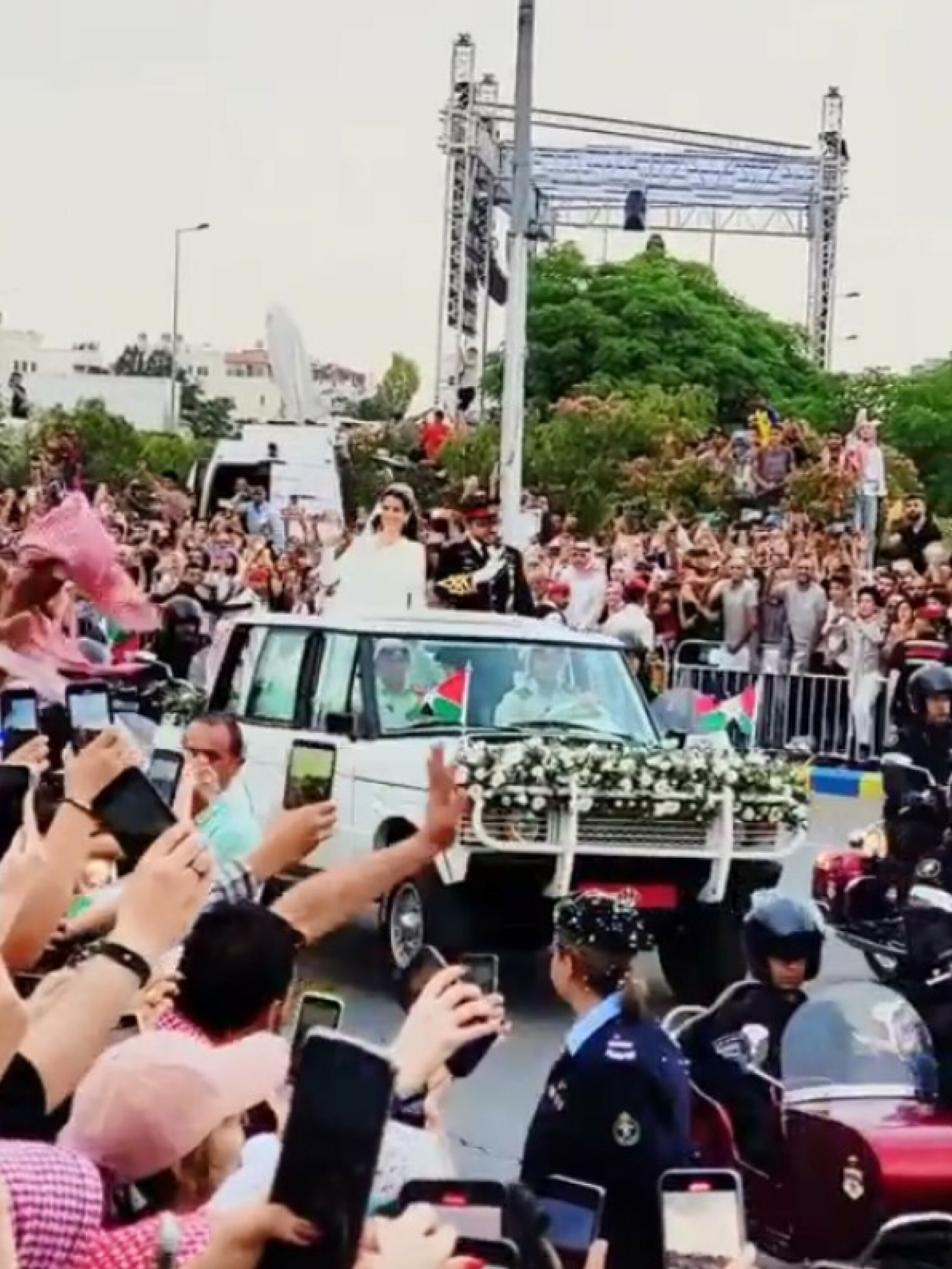
الأمير الحسين ورجوة يلقيان التحية على المواطنين.

في 17 أغسطس 2022؛ أعلن الديوان الملكي الهاشمي عن خطوبة الأمير الحسين من الآنسة رجوة خالد بن مساعد بن سيف بن عبد العزيز آل سيف ابنة خالد بن مساعد آل سيف (وهو رجل أعمال سعودي ومالك شركة السيف للمقاولات الهندسية المحدودة) وعزة بنت نايف السديري (ابنة ابن عم الملك سلمان ملك المملكة العربية السعودية). صرح الأمير الحسين ردًا على سؤال أحد المشاركين في منتدى حواري بأنه تعرف على رجوة عن طريق إحدى زميلاته في المدرسة.
في 1 يونيو 2023؛ عقد الأمير الحسين قرانه على رجوة في قصر زهران في العاصمة الأردنية عمان، ثم خرج الزوجان من القصر في سيارة بيضاء مكشوفة يرافقهم الموكب الأحمر في شوارع العاصمة عمان لإلقاء التحية على الناس الذين تجمهروا منذ ساعات الصباح لإلقاء نظرة على الأمير الشاب، وسط احتفالات عمت شوارع العاصمة وجميع المحافظات. توجه الموكب في النهاية إلى قصر الحسينية حيث أقيم هناك حفل الزفاف ومأدبة العشاء حضره العديد من زعماء العالم وزوجاتهم وأفراد من العائلة المالكة وأفراد من عائلة السيف، وعدد من ضيوف الأردن والمدعوين وكبار المسؤولين من مدنيين وعسكريين. وفي ذات اليوم وبعد إتمام مراسم عقد القران صدرت الإرادة الملكية بمنح الآنسة رجوة لقب صاحبة السمو الملكي الأميرة "رجوةُ الحسين المعظمة".
تصدرت أوسمة #نفرح_بالحسين، و#الزفاف_الملكي و#نفرح_بالأمير_الحسين، قائمة الأكثر تداولا على منصة موقع التواصل الاجتماعي" تويتر". كما تصدر وسم #CelebratingAlHussein قائمة الأكثر تداولا في تويتر أيضا، حيث قدم التهنئة سفراء الدول الأجنبية في المملكة بالإضافة إلى المنظمات الدولية والمؤسسات العاملة في الأردن.

### أبناؤه
في 3 أغسطس 2024 أعلن الديوان الملكي الهاشمي بأن الأمير الحسين بن عبد الله الثاني والأميرة رجوة الحسين قد رزقا في بالأميرة إيمان بنت الحسين بن عبدالله الثاني.

### علاقته بجده الملك الحسين
في كتاب الملك عبد الله الثاني بن الحسين الصادر عام 2011 بعنوان فرصتنا الأخيرة، تحدث الملك عبد الله عن قرب الأمير حسين من الملك حسين فقال:
| الحسين بن عبد الله الثاني | كان ابني حسين قريبا جداً من جده، وما كان يجمع بينهما لم يقتصر على الاسم فقط، فكلاهما كان مغرما بالطائرات. غالباً ما كان والدي يمر بنا في المنزل، ويسألني وهو في السيارة إذا كان حسين موجودا، فإن لم يكن في المنزل، كان يمتنع عن الدخول ويكمل طريقه مسرعا إلى حيث كان ذاهبا. | الحسين بن عبد الله الثاني |

كما ذكر الملك عبد الله عن شغف ابنه الأمير الحسين بالطائرات وكيف حفظ أسماء الطائرات من جده، يقول الملك عبد الله:
| الحسين بن عبد الله الثاني | منذ كان في الثانية من عمره بدأ حسين يحفظ عن ظهر قلب أسماء الطائرات بمختلف أنواعها، وكان الفرح يغمر والدي حين كان يريه تلك النماذج الصغيرة من الطائرات ويسمع صوته الطفولي يصرخ (ستوكا Stuka أو جمبو Jumbo). كنا مرة مسافرين إلى لندن وكان والدي يقود طائرته ال"تراسيتار" بنفسه، فأجلس حسين في مقصورة القيادة وهو يهبط بالطائرة في مطار هيثرو، وكان حسين آنذاك في في الثانية والنصف من عمره، اندهش أفراد طاقم الطائرة وفرح والدي كعادته حين دل حفيده على طائرة الكونكورد الجاثمة على أرض المطار وسماها باسمها، ثم استدار إلى البوينغ وسماها باسمها | الحسين بن عبد الله الثاني |

## الأوسمة والتكريم
- في الاردن
  -  الوشاح الأعظم لوسام الاستقلال.
  -  وسام الدولة المئوي
  -  وسام الاستقلال الأردني من الدرجة الأولى [55]

- في الخارج
  - 2019 -  البحرين:  وسام النهضة للملك حمد من الدرجة الممتازة (القلادة) [56]
  - 2020 -  النرويج:  وسام أولاف من الدرجة الأولى [57]
  - 2022 -  السويد:  وسام النجم القطبي الملكي السويدي قائد الصليب الأعظم .[58]

## منشآت تحمل اسمه
أُطلق اسم الأمير على عدد من الكليات والمؤسسات التعليمية والفنية منها:
- جامعة الحسين التقنية وهي إحدى مبادرات مؤسسة ولي العهد
- مستشفى الأمير الحسين بن عبد الله الثاني في لواء عين الباشا في محافظة البلقاء
- مركز الأمير حسين بن عبد الله لأمراض وجراحة الكلى في مدينة الحسين الطبية تم افتتاحه عام 2000.[59]
- أكاديمية الأمير الحسين بن عبد الله الثاني للحماية المدنية والتي تتبع لجامعة البلقاء التطبيقية متخصصة في مجالات علوم الدفاع المدني والحماية المدنية.[60]
- كلية الأمير الحسين بن عبد الله الثاني الفنية والتي تأسست عام 1949 تحت اسم مدرسة الميكانيك وتتبع القوات المسلحة الأردنية، وفي عام 1987 تم تحويلها إلى كلية جامعية متوسطـة تدرس ثمانيـة تخصصات دبلـوم.[61]
- كلية الأمير الحسين بن عبد الله الثاني لتكنولوجيا المعلومات في جامعة آل البيت والتي تأسست عام 2002.[62]
- كلية الأمير الحسين بن عبد الله الثاني للدراسات الدولية في الجامعة الأردنية
- مجمع الأمير الحسين بن عبد الله الثاني الرياضي في محافظة البلقاء - لواء القصبة
- شارع الأمير حسين بن عبد الله الثاني في منطقة كوريدون عبدون والذي تم افتتاحه عام 2016 [63]
- مركز الأمير الحسين بن عبد الله الثاني الثقافي في محافظة معان. يقع على المدخل الشمالي لمدينة معان، بجانب مبنى المحافظة.[64]
- جائزة «ولي العهد لأفضل تطبيق خدمات حكومية».[65]

## معرض الصور

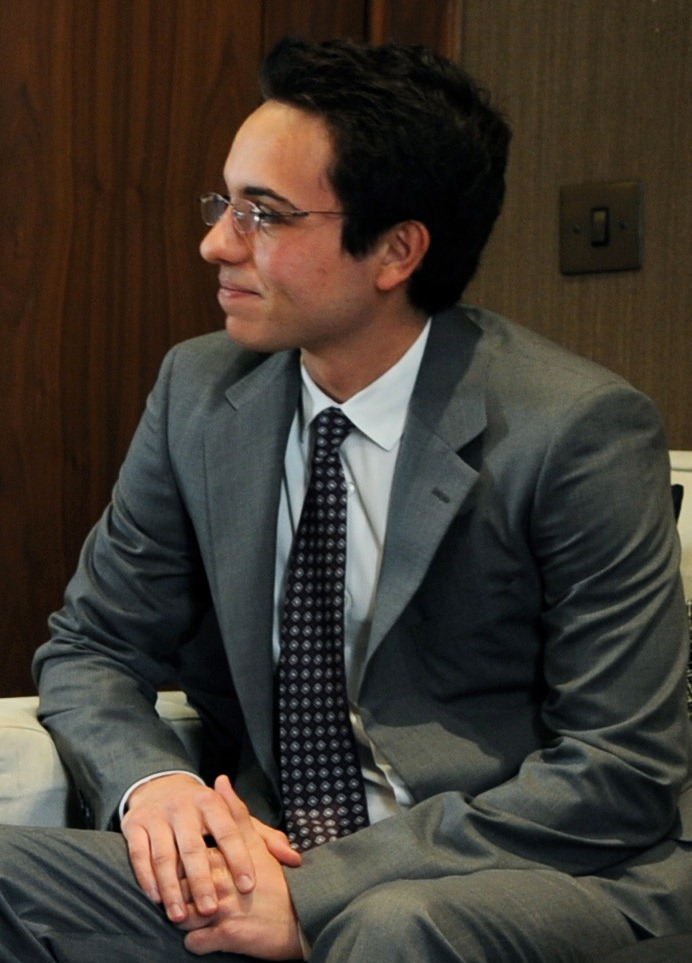
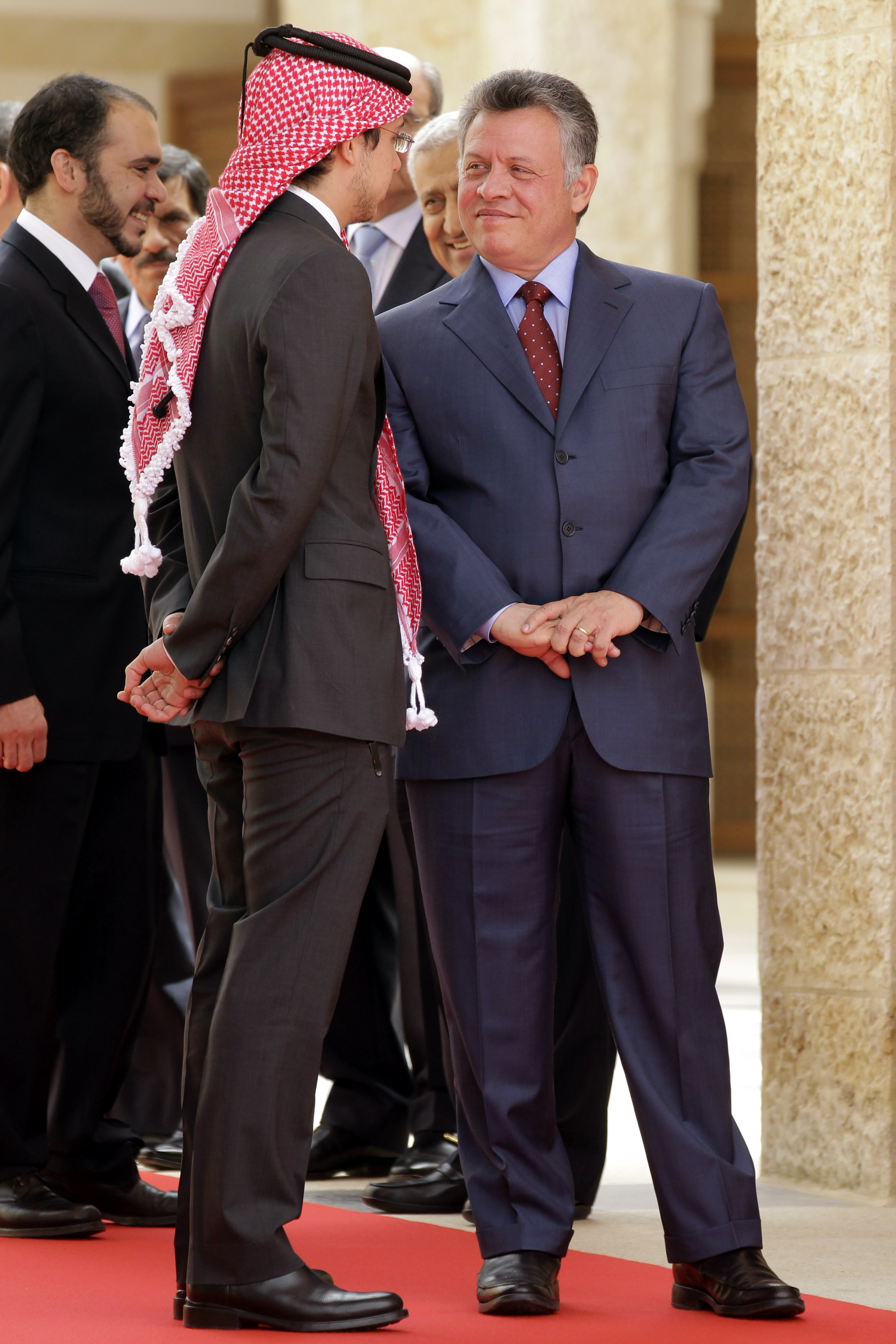
ولي العهد مع جلالة الملك عبدالله الثاني
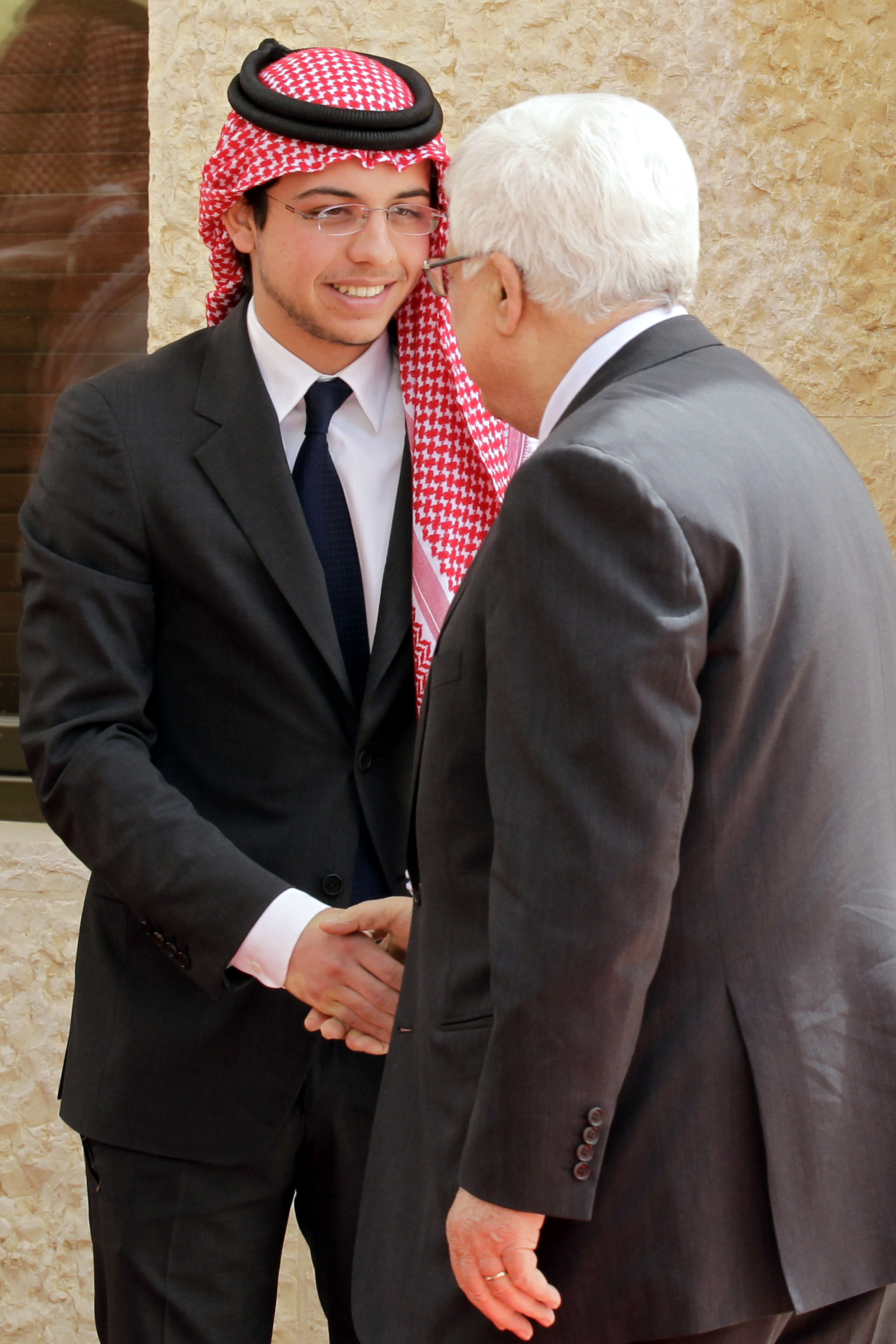
خلال لقاء الرئيس الفلسطيني محمود عباس في عمان
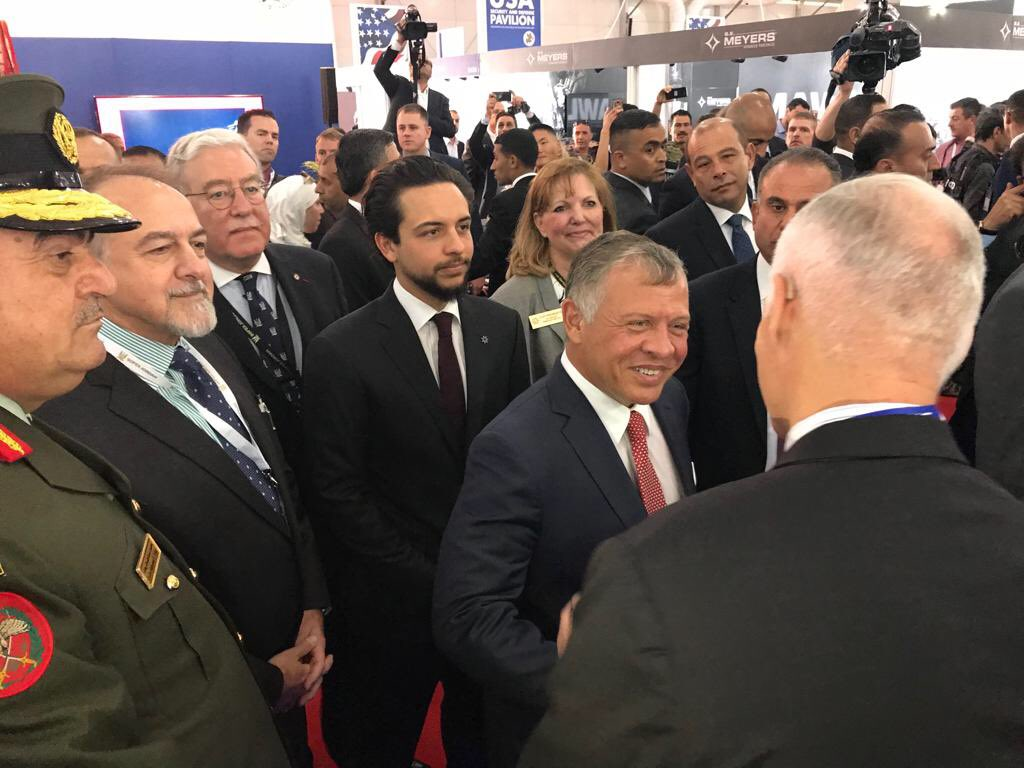
مع جلالة الملك مرافقا له خلال زيارة للولايات المتحدة
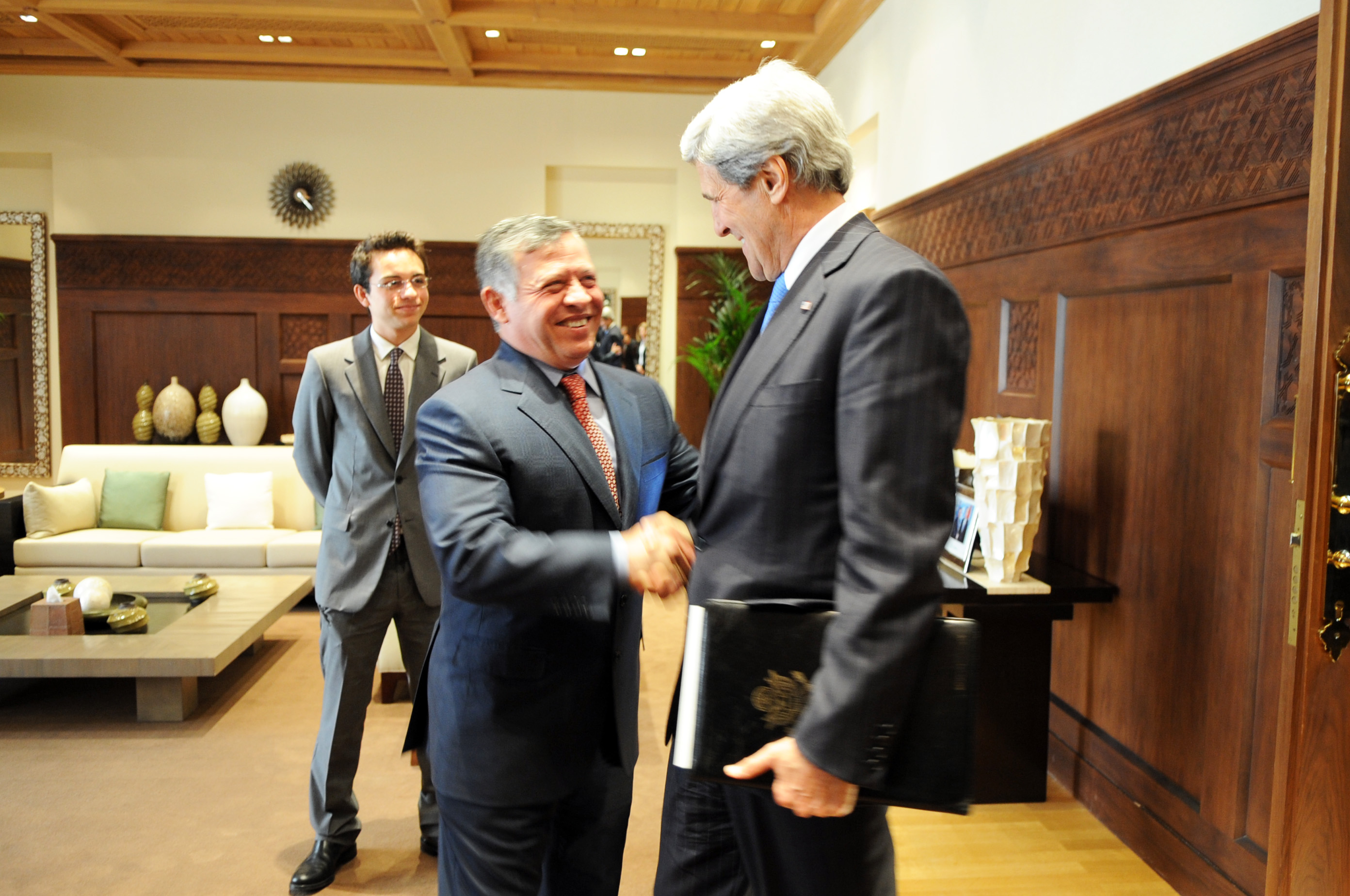
ولي العهد يرافق الملك عبدالله الثاني بن الحسين خلال لقائه مع وزير الخارجية الأمريكي جون كيري عام 2013
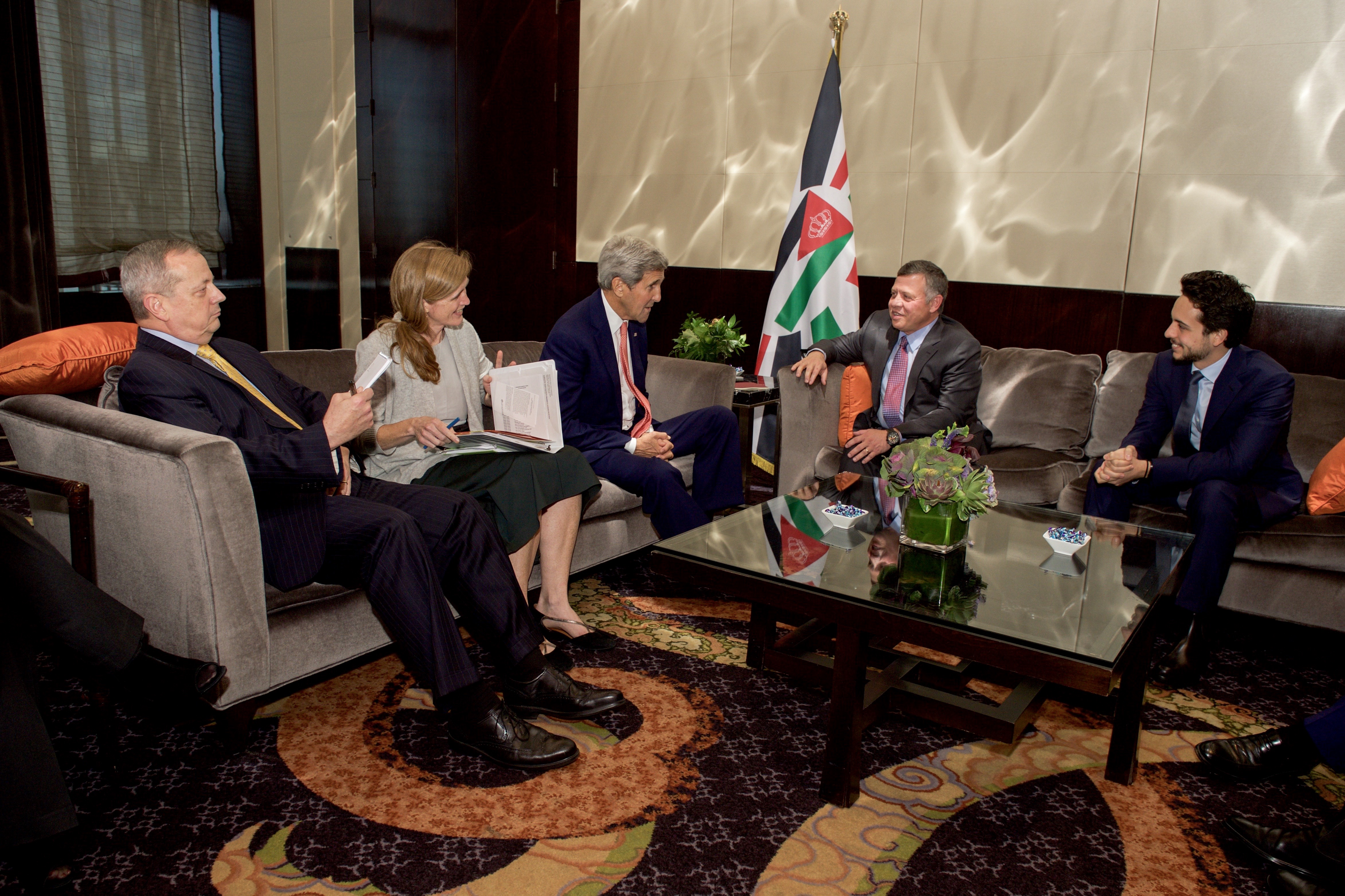
مع جلال الملك عبدالله الثاني بن الحسين خلال لقاء عدد من المسؤولين في الولايات المتحدة في نيويورك عام 2015
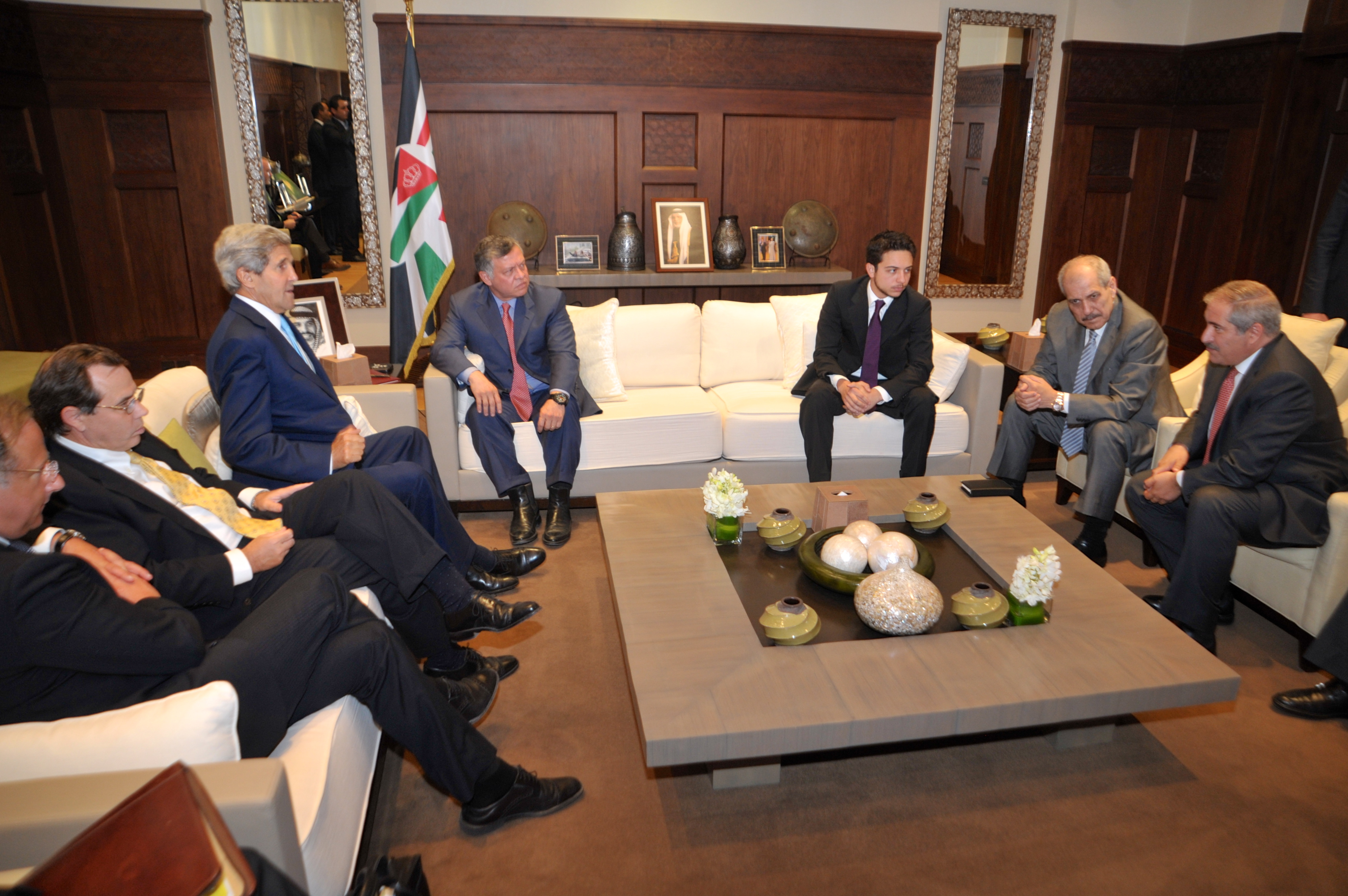
حوار مع عدد من المسؤولين الامريكيين والاردنيين عام 2013
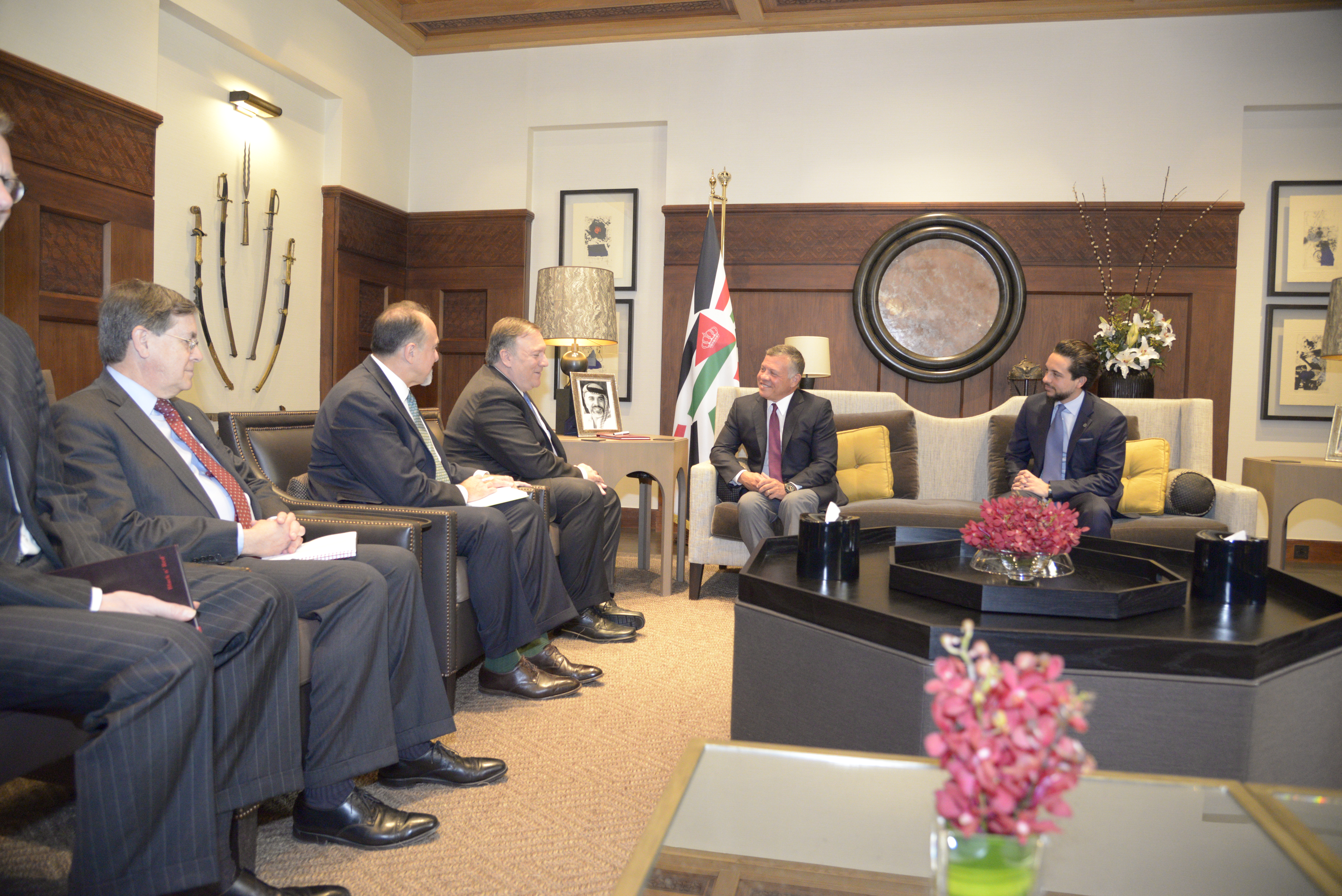
ولي العهد يرافق جلالة الملك خلال لقاء بومبيو عام 2018

## وصلات خارجية
- الموقع الرسمي لولي العهد
- مؤسسة ولي العهد
- الموقع الرسمي لملكة الأردن
- خطاب الأمير حسين بن عبد الله الثاني في مجلس الأمن الدولي عام 2015

| Hussein bin Abdullahالهاشميون في الأردنولد: 28 June 1994 |                                           |                              |
| ألقاب ملكية                                              |                                           |                              |
| سبقه حمزة بن الحسين                                      | خط الخلافة على العرش الأردني 2009–present | الحالي                       |
| خطوط الخلافة                                             |                                           |                              |
| First in line                                            | خط الخلافة على العرش الأردني              | تبعه هاشم بن عبد الله الثاني |